# Musik der DDR
Musik der DDR bezeichnet die Musik, die in der Deutschen Demokratischen Republik zwischen 1949 und 1990 geschaffen wurde. Die Freiheit der Kunst war im Vergleich zur Musik der BRD weniger durch privatwirtschaftliche Vorgaben, sondern durch Vorgaben von Staat und SED eingeschränkt. Gleichwohl hatten zahlreiche Musiker das Bestreben, die bestehenden Grenzen auszuloten. Trotz der staatlichen Förderung von musischer Bildung kam es besonders bei Rock-, Blues- und Folkmusikern sowie bei Liedermachern, aber auch bei Komponisten der sogenannten E-Musik zu politisch bedingten Konflikten mit der Staatsmacht.

## E-Musik

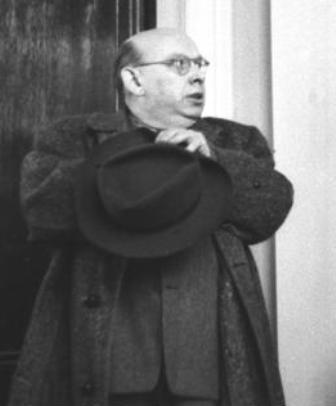
Hanns Eisler (1950)

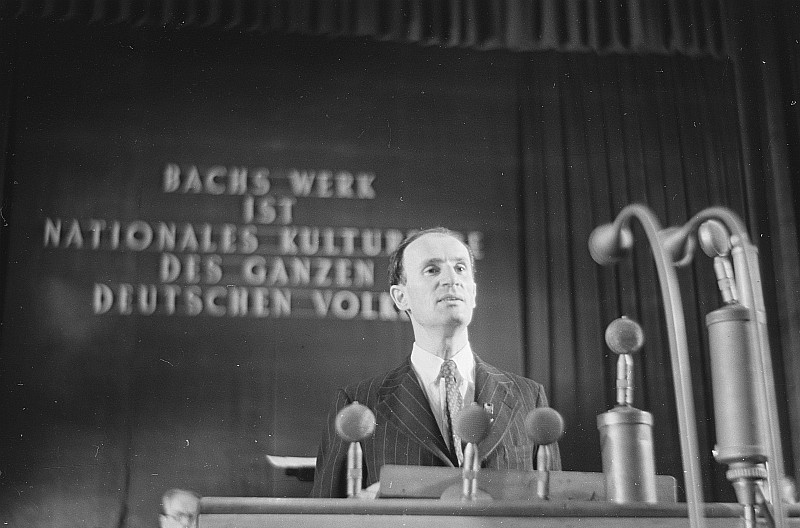
Ernst Hermann Meyer spricht auf der Bachfeier 1950 im Sinne der marxistisch-leninistischen Erbetheorie über Johann Sebastian Bach – Kein Ende, ein Anfang.

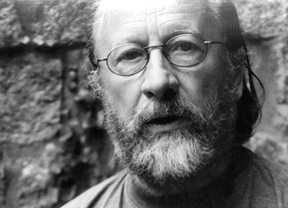
Georg Katzer

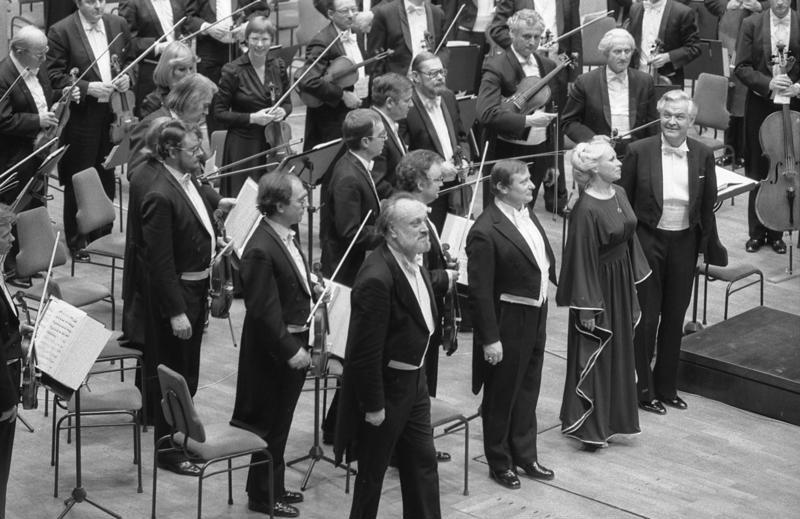
Kurt Masur und die Sänger Theo Adam, Eva-Maria Bundschuh und Klaus König (von links) im Leipziger Gewandhaus (1983)

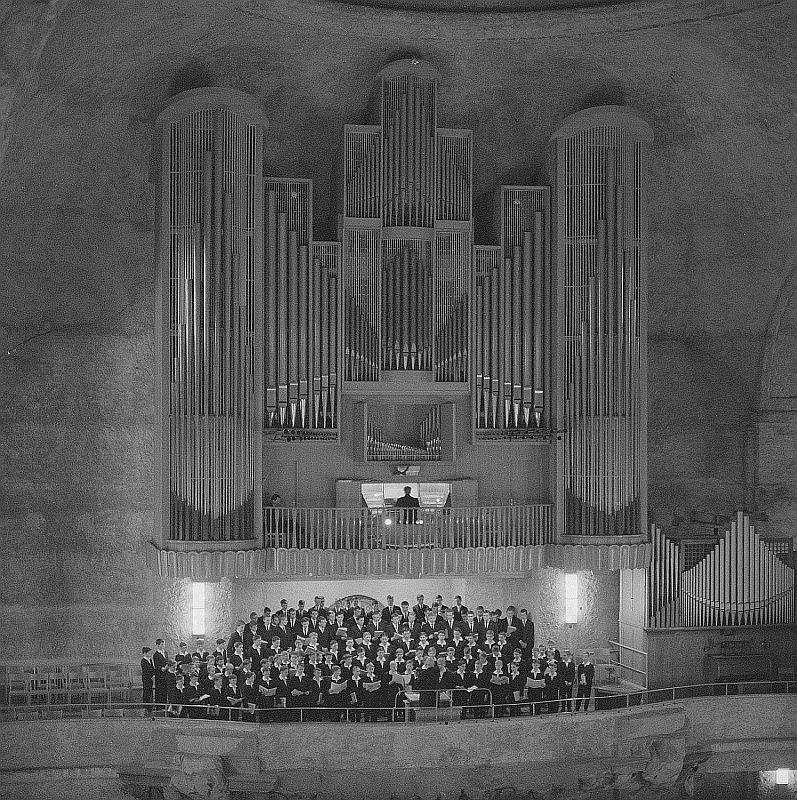
Der Kreuzchor in der Dresdner Kreuzkirche am 1. Januar 1963

In der DDR gab es zahlreiche Komponisten der Neuen bzw. zeitgenössischen Musik. Zu den bekanntesten zählen der Österreicher Hanns Eisler, Paul Dessau und Günter Kochan, die aus dem Exil oder West-Berlin kommend in die DDR zogen.
1948 wurde das erste „Schlüsselwerk“ der Neuen Musik in der späteren DDR komponiert, die Festouvertüre 1948 von Ottmar Gerster, deren Thema die Revolution 1848 ist und in der Kampflieder sinfonisch bearbeitet wurden. Die Musikhochschulen in Dresden, Weimar, Leipzig und Ost-Berlin waren fortan für die Ausbildung zuständig. Eisler und der Dichter Johannes R. Becher schrieben 1949 die Nationalhymne der DDR. Ab 1950 wurde das Musikschaffen im Sinne der Doktrin des sozialistischen Realismus verstärkt reglementiert. Im selben Jahr entstanden Eislers und Bechers Neue deutsche Volkslieder, und der SED-Funktionär und Musiksoziologe Ernst Hermann Meyer komponierte das Mansfelder Oratorium. Diese beiden Werke galten als beispielhaft für die künftige Musikkultur der DDR. Im März 1951 fasste die SED den „Formalismusbeschluss“, der die Künstler in der DDR auf einen offiziellen Kurs zwingen sollte. Im August 1951 nahm die Musikabteilung der Staatlichen Kommission für Kunstangelegenheiten, kurz „Stakuko“, ihre Arbeit auf. In der Folgezeit wurden vor allem „Massenlieder“ geschrieben. 1952 entstand Eislers ideologiekritisches Opernfragment Johann Faustus, das als „formalistisch“ bezeichnet wurde und erst 1982 in der DDR erstaufgeführt werden durfte. Nach Stalins Tod 1953 wurden die Kompositionen wieder vielfältiger. Die „Stakuko“ ging 1954 im neugegründeten Ministerium für Kultur auf. Anfang der 1960er Jahre gab es eine weitere Loslösung vom sozialistischen Realismus. Zu den bekannten Komponisten dieser Epoche zählt Georg Katzer.
Die internationalen Hallischen Musiktage in Halle (Saale) widmen sich seit 1955 der zeitgenössischen Musik. In Ost-Berlin fand ab 1967 jährlich das „Internationale Festival der zeitgenössischen Musik“ statt. 1987 wurden erstmals die vom Komponisten Udo Zimmermann begründeten Dresdner Tage der zeitgenössischen Musik ausgetragen. Der bedeutendste Preis für E-Musik in der DDR war von 1968 bis 1990 der Hanns-Eisler-Preis. Zu den bedeutendsten Interpreten zeitgenössischer E-Musik in der DDR gehörten ab 1966 die Bläservereinigung Berlin und ab 1970 die Gruppe Neue Musik Hanns Eisler. Ab 1971 wurden zahlreiche Langspielplatten mit Neuer Musik beim staatlichen Plattenlabel Nova veröffentlicht. Zuvor waren die meisten dieser Werke bei Eterna erschienen, wofür es dort seit 1965 die Plattenreihe „Unsere neue Musik“ gab, aus der das Nova-Label hervorging.
Bedeutende Regisseure des Musiktheaters waren Walter Felsenstein und Harry Kupfer, die nacheinander an der Komischen Oper Berlin wirkten, sowie Ruth Berghaus. Zu den bekanntesten Interpretinnen gehörte Gisela May.
Klassische Musik hatte in der DDR einen breiten Raum. Wichtige Opernhäuser wurden nach dem Zweiten Weltkrieg wieder aufgebaut, so die Staatsoper Unter den Linden in Ost-Berlin und die Semperoper in Dresden. In Leipzig wurden ein repräsentatives Opernhaus und 1981 das wegen seiner hervorragenden Akustik weltberühmte Neue Gewandhaus errichtet. Kein anderes Land hatte so viele Sinfonieorchester im Vergleich zur Einwohnerzahl wie die DDR. Fast jedes Stadttheater besaß ein eigenes Orchester.
Neben anderen Stilrichtungen der klassischen Musik wurde die Barockmusik besonders gepflegt. In Leipzig fanden die Bachfestspiele statt, in Halle die Händelfestspiele und in Magdeburg die Telemannfesttage. Zu großem Ruhm kamen der Dresdner Kreuzchor und der Thomanerchor in Leipzig. Bekannte Dirigenten waren Herbert Kegel und Kurt Masur. Zu den bekannten Solisten gehörten die Sänger Theo Adam und Peter Schreier und der Trompeter Ludwig Güttler. Für weitere Künstler siehe auch Kategorie:Klassische Musik (DDR). Zahlreiche Schallplatten mit klassischer Musik wurden beim Label Eterna veröffentlicht.
Die klassische Musik wurde 1950 im Sinne der Erbetheorie für den Sozialismus vereinnahmt. Ernst Hermann Meyers Rede auf der Bachfeier 1950 im Sinne der marxistisch-leninistischen Erbetheorie Johann Sebastian Bach – Kein Ende, ein Anfang gab für viele Jahre die Sichtweise auf Klassiker vor.
Geistliche Musik wurde überwiegend im kirchlichen Umfeld aufgeführt. Zu den Komponisten geistlicher Musik, die eher der Tradition verhaftet waren, zählen Rudolf Mauersberger und der Organist Herbert Collum. Zeitgenössische Komponisten geistlicher Musik wie Rainer Kunad, Jörg Herchet und der Kirchenmusiker Edgar Thomaschke standen mit ihren Kompositionen außerhalb der Parteilinie. Viele Menschen sangen in Kirchenchören. So waren in Sachsen zeitweilig rund 30.000 Menschen Mitglied eines Kirchenchores, gegenüber 17.000 im Jahr 2007. Ende der 1960er Jahre nahm die Beliebtheit von Orgelkonzerten auch in nicht-kirchlichen Kreisen zu, so dass zahlreiche Kirchenorgeln restauriert wurden. Die geistliche Musik des Barocks wurde auch von Eterna besonders gepflegt. So waren Aufnahmen einer Reihe von Bach-Kantaten auf Schallplatte erhältlich. Als einziger Kirchenchor der DDR durfte der Rostocker Motettenchor eine Langspielplatte mit geistlicher Musik, allen Bach-Motetten, aufnehmen.

### Übergänge von Unterhaltungsmusik zur E-Musik
Zahlreiche Künstler der Unterhaltungsmusik beschäftigten sich mit der E-Musik, was auch daran lag, dass sie meist eine akademische Musikerausbildung nachweisen mussten, um eine Berufserlaubnis zu bekommen. So setzte Holger Biege viele klassische Stilelemente in seinen Liedern ein, Scherbenglas von Lift wurde ausschließlich von Streichern begleitet, und der Rockmusiker Ed Swillms von Karat spielte Cello im Song Und ich liebe dich. Die Gruppe Bayon verband klassische Elemente und moderne E-Musik mit europäischem und kambodschanischem Folk, während electra und Stern-Combo Meißen klassische Musikstücke adaptierten und mit Elementen der Rockmusik versetzten.
Umgekehrt beschäftigten sich auch klassische Sänger wie Gunther Emmerlich mit Unterhaltungsmusik.

## Unterhaltungsmusik

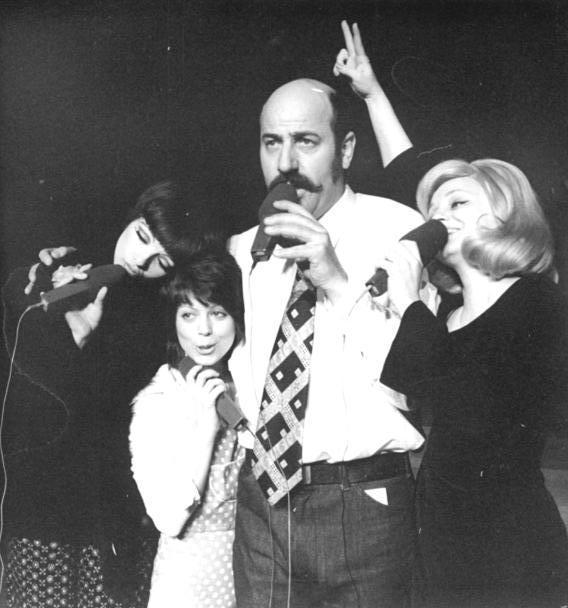
Manfred Krug und Nina Hagen (ganz links) im Friedrichstadtpalast (1976)

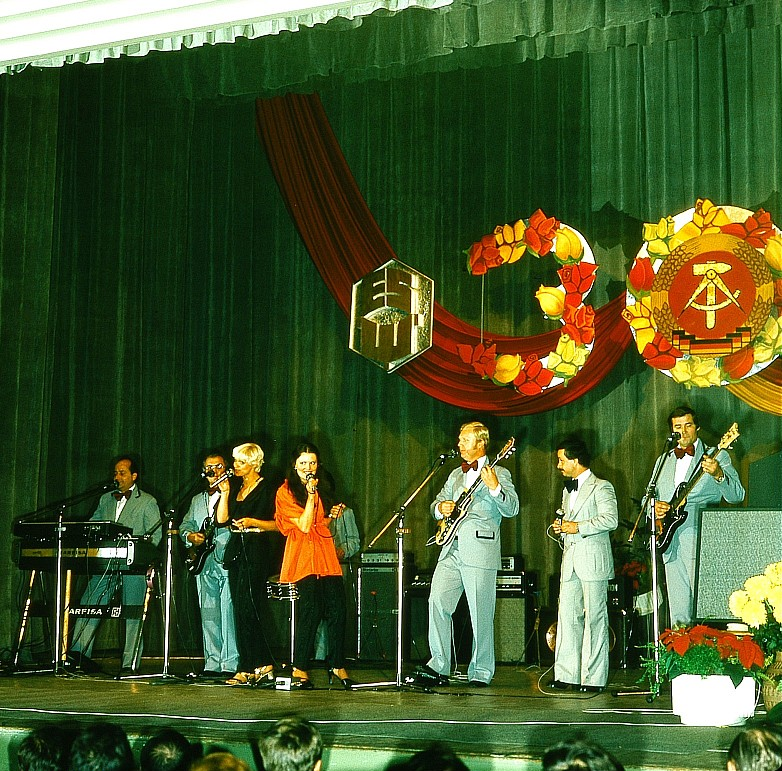
Popmusik-Veranstaltung zum 30. Jahrestag des Bestehens der DDR (1979)

Die Unterhaltungsmusik in der DDR versuchte einen Spagat zwischen den verschiedenen Ansprüchen:
- das Verlangen der Zuhörer nach westlich orientierter Musik
- die Ablehnung der Beatmusik besonders von der Ulbricht-Regierung
- das Verarbeiten von Themen, mit denen die Menschen sich beschäftigten
- die staatliche Zensur der Texte.

Westliche Tänze wie Boogie-Woogie und Rock ’n’ Roll wurden in den 1950er Jahren noch als barbarisierendes Gift des Amerikanismus angesehen, der die Gehirne der Werktätigen zu betäuben drohe, der die niedrigsten geilsten Instinkte wecke. Ersatz sollte der eigens kreierte Tanz Lipsi bieten. Doch er „war eine reine Propagandasache, die schnell in sich zusammenfiel“. Die Twist-Welle hingegen hatte etwas unverfänglich Harmloses. So erschienen dann 1963 in der DDR Manfred Krugs Twist in der Nacht und Susi Schusters Jodel-Twist. Nach dem 11. Plenum des ZK der SED 1965 wurde hart gegen die aufkommenden Beatbands vorgegangen, bis es 1970, etwa zeitgleich mit dem Amtsantritt Erich Honeckers, zu einer bewussten Förderung junger Rockbands kam. Ab Mitte der 1980er Jahre wurden die Liedtexte direkter und freizügiger. 1988 zog der DDR-Musikwissenschaftler Georg Knepler Bilanz der DDR-Musikpolitik. „Wir haben glücklicherweise die prinzipiellen Einwände gegen die Popmusik in unserem Lande aufgegeben, doch die Förderung ist halbherzig, die Sicherstellung der instrumentalen Ausrüstung ist nicht gewährleistet, ihre Auftrittsgelegenheiten sind rar. Offensichtlich waltet das gleiche Syndrom von Überlegungen, das mich seinerzeit Jazz mit Argwohn betrachten ließ.“
Die Vergabe einer Spielerlaubnis für Berufsmusiker (Berufsausweis) setzte eine solide musikalische Ausbildung voraus. Musiker ohne Hochschulabschluss mussten eine Prüfung bestehen, die von einer Kommission des Bezirkskomitees für Unterhaltungskunst abgenommen wurde. Teilweise war eine dem DDR-Regime unpassende politische Haltung von Musikern ein Hinderungsgrund für die Vergabe einer Spielerlaubnis.

Urkunde „Hervorragendes Amateurtanzorchester der DDR“

Auch die Amateurmusiker (Laienmusiker und nebenberuflich tätige Musiker) als Vertreter des „künstlerischen Volksschaffens“ benötigten für den öffentlichen Auftritt die staatliche Spielerlaubnis. Ohne diese Erlaubnis durften die als „Amateurtanzorchester“ bezeichneten Bands in der Regel keine öffentlichen Auftritte bestreiten.
Dabei waren die sogenannten Amateurmusiker ihren Kollegen aus dem Profilager in Sachen Können oft gleichwertig, wenn sie etwa auf der gesetzlich festgeschriebenen Einstufungen vor einer Abnahmekommission der örtlichen Kulturfunktionäre die höchste Einstufung „Sonderstufe mit Konzertberechtigung“ erreichten. Einige von ihnen, wie Badister aus Rostock, die ihre Professionalität bei der Uraufführung der Rockoper Rosa Laub unter Beweis stellten, konnten sogar Stücke beim staatlich kontrollierten Schallplattenlabel Amiga veröffentlichen.
Bei der auf Ebene der Bezirke veranstalteten Werkstatt für Tanzmusik gab es für die Besten die Auszeichnung „Hervorragendes Amateurtanzorchester der DDR“, wie etwa für die Bluesband Handarbeit 1988. In den 1980er Jahren konnten diese Bands auf Antrag beim Ministerium für Kultur vorspielen und eine auf zwei Jahre befristete Zulassung als Berufsmusiker erhalten. Dieses war mit der Auflage verbunden, am Ende dieser Zeit eine theoretische Musikprüfung abzulegen, um dann dauerhaft im Profibereich tätig werden zu können.
Die besondere Bedeutung der Amateurbands für den Kulturbetrieb in der DDR ist allein ihrer Anzahl zu entnehmen. So standen zum Ende der DDR den etwa 110 professionellen rund 2000 Amateurbands gegenüber.

### Schlager und Stimmungslieder

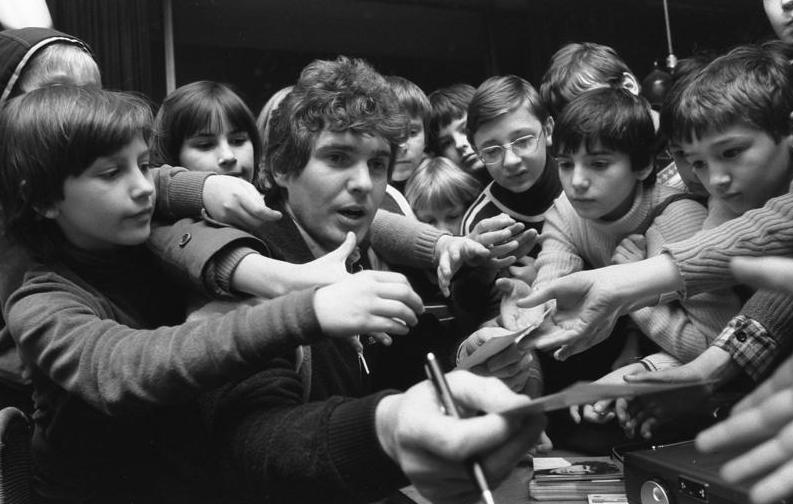
Frank Schöbel bei einer Autogrammstunde (1980)

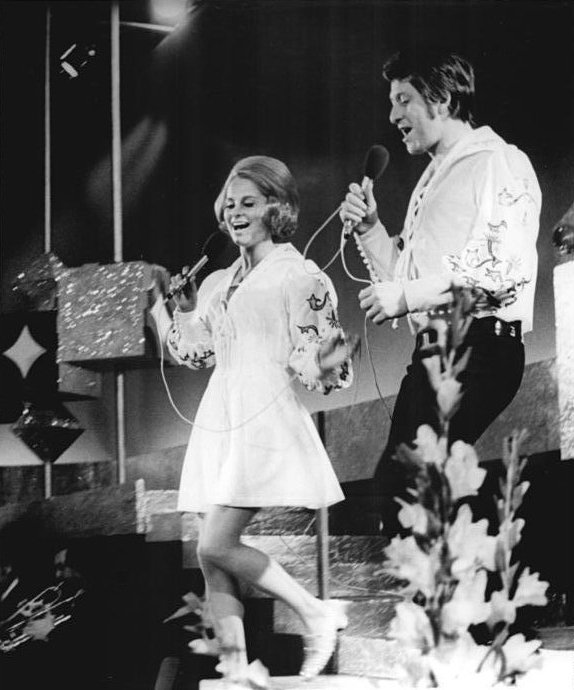
Dagmar Frederic und Siegfried Uhlenbrock beim Schlagerwettbewerb der DDR 1970

Schlager spielten seit der Gründung der DDR eine bedeutende Rolle im Musikgeschehen des Landes. Der Intendant und Redakteur Heinz Quermann gilt als wichtigster Förderer des Schlagers in der DDR. Er moderierte von 1958 bis 1994 die Sendung Schlagerrevue, die bis 1990 wöchentlich von Radio DDR 1 ausgestrahlt wurde. Redakteur war von 1963 bis 1988 Siegfried Jordan. Weitere Schlagersendungen waren Das Schlagermagazin im Berliner Rundfunk sowie im DDR-Fernsehen die Sendung Schlagerstudio. Heinz Quermann betätigte sich auch als Talentsucher und -förderer mit der Sendung Herzklopfen kostenlos. Er entdeckte Regina Thoss, Dagmar Frederic, Frank Schöbel, Chris Doerk sowie Helga Hahnemann, die zu den bedeutendsten Schlagersängern der DDR gehörten. Die Schallplattenproduktion beim nationalen Plattenlabel Amiga war im Bereich Schlager besonders hoch. Erschienen in den 1950er und 1960er Jahren vor allem Singles, waren es später meist Langspielplatten, darunter viele Kompilationen.
Neben den Sängern, die zum Teil über mehrere Jahrzehnte populär blieben, gab es eine Reihe von Komponisten und Textern, die ebenso eng mit der Schlagerbranche verknüpft waren. Zu den Komponisten zahlreicher Schlager gehören Arndt Bause, Ralf Petersen, Michael Heubach, Gerd Natschinski, Thomas Natschinski, Siegfried Schulte, Gerhard Siebholz und Siegfried Jordan. Als Texter traten vor allem Wolfgang Brandenstein, Ingeburg Branoner, Kurt Demmler, Fred Gertz, Burkhard Lasch, Dieter Lietz, Dieter Schneider und Gisela Steineckert in Erscheinung, die zum Teil auch in der Rockszene arbeiteten. Die Interpreten wurden meist von Orchestern begleitet. Zu ihnen gehörten die Orchester von Günter Gollasch, Joachim „Jo“ Kurzweg und Günther Kretschmer.
Neben einheimischen Künstlern gab es in der DDR zahlreiche osteuropäische Interpreten, die Schlager auf Deutsch sangen, beispielsweise Václav Neckář aus der Tschechoslowakei, Ivica Šerfezi aus Jugoslawien, Maryla Rodowicz aus der Volksrepublik Polen, Lili Ivanova aus Bulgarien sowie Gjon Delhusa und Zsuzsa Koncz aus Ungarn. Die schwedische Sängerin Nina Lizell produzierte ebenfalls zahlreiche Amiga-Schallplatten. Das Internationale Schlagerfestival Dresden und das Internationale Schlagerfestival der Ostseeländer in Rostock fanden alljährlich statt und wurden ebenso als Wettbewerb ausgetragen wie der nationale Schlagerwettbewerb der DDR.
Das Plattenlabel Amiga brachte regelmäßig Kompilationen der bekanntesten Schlager heraus, zum Beispiel Amiga-Express, Star-Parade und Die großen Erfolge. Zu den Schlagerfestivals entstanden ebenfalls einige Alben. Daneben wurden zahlreiche Langspielplatten mit Stimmungsmusik veröffentlicht, etwa Stimmung, Jux, Fidelitas.
Die Interpreten können nicht immer streng einem Genre zugeordnet werden. Zum Beispiel sang Schlagersängerin Chris Doerk mit Die Hängematte ein Stimmungslied, während Romanze eher dem Chanson zuzuordnen ist – beide Titel waren 1974 auf der LP Chris Doerk 2 vereint. Der Gerd Michaelis Chor sang anfangs Schlager, später wandte er sich politischen Liedern und der Popmusik zu. Die Uve Schikora Band vereinigte auf ihrem 1972 erschienenen Album Schlager und Progressive Rock.
Für eine Liste von Schlagersängern sowie weitere Artikel zur Schlagermusik der DDR siehe Kategorie:Schlager (DDR).

### Beatmusik
Vor dem Aufkommen von Beatmusik in der DDR gab es eine Zeit des vorsichtigen Auslotens der Möglichkeiten, eine halbwegs modern, aber nicht zu westlich klingende Tanzmusik zu etablieren. In den frühen 1960er Jahren entstanden in der DDR eine Reihe von Instrumentalmusik-Schallplatten mit tanzbarer, aber im Vergleich zur westlichen weniger „wilden“ Musik. Dass es sich um Instrumentalmusik handelt, liegt daran, dass Musik in englischer Sprache von der DDR-Kulturbürokratie abgelehnt wurde, die deutsche Sprache aber den meisten Musikern für diese Art von Musik als unpassend erschien. Eine große Rolle spielten hierbei die Rundfunk-Tanzorchester. So wurden zum Beispiel mehrere von dem kambodschanischen Staatschef Prinz Norodom Sihanouk komponierte Stücke vom Rundfunk-Tanzorchester Leipzig eingespielt und auf Amiga-Singles veröffentlicht.
Zu Beginn der 1960er Jahre existierten in der DDR 4500 Amateurtanzkapellen, die auf Tanzabenden musizierten. Ein großer Teil dieser „Kapellen“ beschäftigte sich mit der neuen Musizierweise, der Beatmusik, die auf die Jugend eine große Wirkung ausübte. Die jungen Musiker bastelten Instrumente und Verstärker und erzeugten somit einen neuen Klang. Es wurden Titel der Shadows, der Beatles, aber auch US-amerikanischer Gruppen nachgespielt. Die Einflüsse der afroamerikanischen Musik, des Blues und auch der Country-Musik waren unüberhörbar.
Die Reaktion der Medien setzte 1964 und 1965 ein. Es fand ein sogenanntes „Deutschlandtreffen der Musik“ statt. Dort traten Beatgruppen auf wie die Sputniks, die Butlers und das Diana Show Quartett. Die Gründung des Rundfunkprogramms DT64 bewirkte eine veränderte Musikprogrammgestaltung. Die beiden Schallplatten Big Beat I und Big Beat II wurden 1964 mit den Sputniks, den Butlers und dem Franke Echo Quintett produziert. Es handelte sich dabei um reine Instrumentalmusik, die dem US-amerikanischen Surf ähnelte. 1965 gab es Produktionen mit dem Michael Fritzen Quartett und der Theo Schumann Combo.
Nach den Krawallen im Anschluss an ein Konzert der Rolling Stones in der West-Berliner Waldbühne im September 1965 änderte die DDR-Führung ihre Haltung zur Beatbewegung, die sie bis dahin toleriert hatte, grundlegend. Noch im selben Jahr beklagte sich Walter Ulbricht: „Ich denke, Genossen, mit der Monotonie des Je-Je-Je, und wie das alles heißt, ja?, sollte man doch Schluss machen. […] Ist es denn wirklich so, dass wir jeden Dreck, der vom Westen kommt, kopieren müssen?“. In Leipzig, wo die örtlichen Partei- und Kulturfunktionäre besonders drastisch gegen die Beatbewegung vorgingen, kam es zur Leipziger Beatdemo.
Anschließend gab es den Spruch in der DDR: „Der Beat ist tot, es lebe Herbert Roth.“
1967 bis 1969 wuchs die Zahl der Rundfunkproduktionen kontinuierlich an. Es wurden die Bands Theo Schumann Band (LP 1969), Gerhard-Stein-Combo, Günther Fischer Quintett, Manfred Ludwig Sextett, Ulrich Gumpert Quintett, Horst Krüger Sextett, Die Alexanders, Joco Dev Sextett, Dresden-Sextett, Reinhard Lakomy Combo, Music-Stromers und Thomas Natschinski und seine Gruppe (LP Die Straße, 1968) produziert, wo erste deutsche Texte in Beatmusiktiteln gesungen wurden.
Technisch hielt in diesem Zeitraum das Stereo-Verfahren seinen Einzug in die Produktionsräume von Rundfunk und Schallplatte, was neue Klangformen und musikalische Ideen hervorbrachte.
In den späten 1960er Jahren entstanden mehrere musicalähnliche Musikfilme unter der Regie von Joachim Hasler, von denen Heißer Sommer (1968, mit Frank Schöbel und Chris Doerk) der bekannteste ist.

### Jazzmusik
Der Jazz kam nach dem Ende des Zweiten Weltkrieges ausschließlich als amerikanische Musik in den damals aktuellen Stilrichtungen (Swing, Rhythm ’n’ Blues, aber auch schon als Bebop) bis nach Ostdeutschland und wurde von einheimischen Musikern reproduziert.
Bereits 1945 entstand das von Michael Jary gegründete Radio Berlin Tanzorchester (RBT) unter der Leitung von Horst Kudritzki und Erwin Lehn und dem Arrangeur Walter Jenson. Der wohl bekannteste Solist des RBT war der Geiger Helmut Zacharias. Das spätere DDR-Label Amiga begann 1947 mit Aufnahmen des RBT die breite Palette seiner Jazzproduktionen.
Von internationaler Bedeutung war das Rundfunk-Tanzorchester Leipzig (RTO Leipzig) unter Leitung von Kurt Henkels. Ihm gehörten namhafte Solisten an wie Walter Eichenberg (Trompete, Arrangements), Günter Oppenheimer (Klavier, Arrangements), Rolf Kühn (Klarinette, der sich als erster mit dem Bebop auseinandersetzte), und Fips Fleischer (Schlagzeug), die später selber bedeutende Orchesterleiter wurden. 1959 floh Kurt Henkels in die Bundesrepublik Deutschland.
In Dresden leitete seit den 1950er Jahren Günter Hörig die Dresdner Tanzsinfoniker mit dem Trompeter Günther Karpa und den Saxophonisten und Klarinettisten Friwi Sternberg und Helmut Vietze.
Erst in den 1960er Jahren setzte bei den einheimischen Musikern eine aktive Auseinandersetzung mit dem Jazz ein; sie begriffen sich teilweise als Jazzmusiker und entwickelten zunehmend den Anspruch, sich durch die Musik selbst auszudrücken. Um 1970 gab die DDR-Staatsmacht ihre reservierte Haltung gegenüber der Jazzmusik auf und „erklärte“ den Jazz zu einem festen Bestandteil der DDR-Kulturpolitik. Unter diesen Bedingungen entwickelte die Jazzmusik in der DDR eine gewisse Eigenständigkeit.
Anders als beispielsweise der Modern Jazz blieb der Dixieland in der DDR eine Domäne der Amateurmusiker. Zu den bekanntesten Vertretern dieser Stilrichtung gehörte die 1961 gegründete Papa Binne’s Jazz Band. Während die Band anfangs eine jazzige Tanzmusik spielte, gewannen später der Swing und Dixieland mehr und mehr die Oberhand. Etwa zeitgleich entstand die Band Jazz Optimisten Berlin, die bis 1968 gemeinsam mit Ruth Hohmann auftrat und auch mit Manfred Krug zusammenarbeitete. Die „First Lady of Jazz“ der DDR erhielt ein Auftrittsverbot, trat aber ab 1972 regelmäßig mit dem neu gegründeten Jazz-Collegium Berlin auf. Das Entstehen weiterer Bands wie die Blue Wonder Jazzband, die Jazz-Makers Berlin, die Tower Jazz Band sowie die Jena Oldtimers mit Klaus Schneider und ein wachsendes Publikum führten zu einem Dixieland-Revival in der DDR.

Manfred Schulze Anfang der 1980er Jahre

Im professionellen Bereich entwickelte sich ein breitgefächertes Spektrum, welches vom Mainstream Jazz (Manfred Ludwig Sextett, Klaus Lenz Big Band) über Free Jazz (Ernst-Ludwig Petrowsky, Ulrich Gumpert, Manfred Hering) und freie Musik (Hermann Keller, Manfred Schulze) bis hin zu Jazzrock/Pop-Jazz (Günther Fischer, Hansi Klemm, Uschi Brüning, Modern Soul Band mit Regine Dobberschütz, Wolfgang Fiedlers Band Fusion) und der Kompositionen von Hanns Eisler und Paul Dessau aufgreifenden Hannes Zerbe Blechband reichte. Die professionelle Jazzmusik in der DDR erreichte einen hohen künstlerischen Standard und hat eine Reihe auch international geachteter Spitzenmusiker hervorgebracht. Dazu zählen der „Altmeister“ Ernst-Ludwig Petrowsky, „Ulli“ Gumpert, Friedhelm Schönfeld und Conny Bauer.
Neben Amiga (VEB Deutsche Schallplatten) trug vor allem der DDR-Rundfunk, der neben diversen Jazzsendungen ab 1971 regelmäßig Mitschnitte vom Internationalen Dixieland-Festival in Dresden und ab 1977 von der internationalen Jazzbühne Berlin sendete, wesentlich zur Verbreitung der Jazzmusik in der DDR bei. Beide Veranstaltungen entwickelten sich zu Höhepunkten im Jazzleben der DDR. Zudem fanden in Peitz Jazzworkshops statt, zwischen 1979 und 1981 auch in Form von Open-Air-Festivals, die neben Jazzenthusiasten auch die DDR-„Blueserszene“ anlockten und auf denen auch Musiker aus dem Ausland (Ost und West) auftraten (1982 verboten). Die wachsende Popularität solcher Veranstaltungen führte Anfang der 1970er Jahre zur verstärkten Gründung von „Jazzklubs“ – der älteste war der 1959 gegründete Jazzklub Eisenach – und sogenannter Interessengemeinschaften Jazz beim Kulturbund der DDR. Aber auch Veranstaltungsreihen wie Jazz in der Kammer (ab 1965 im Deutschen Theater Berlin), Jazz im tip (im Berliner Palast der Republik) und die Leipziger Jazztage trugen wesentlich zur Verbreitung dieser Musik in der DDR bei.

### Bluesmusik
In der DDR fanden Jazzliebhaber schon frühzeitig Interesse am Blues. In Fanzirkeln und Jazzklubs beschäftigten sie sich mit dieser Musik. Der Jazzklub in Eisenach, 1959 offiziell als Arbeitsgemeinschaft gegründet, gab sogar ein eigenes Informationsblatt „Die Posaune“ heraus und förderte so die Verbreitung der Musik in der Öffentlichkeit. Doch mit dem wachsenden Interesse am Blues wuchs auch die Kritik der offiziellen Kulturpolitik. Mit der Diffamierung als „dekadente“ und „korrupte“ Musik versuchte der Staat in den 1950er Jahren die wachsende Popularität zu verhindern.
Doch zu Beginn der 1960er Jahre wandte sich das Verhältnis grundlegend und der Blues erlangte offiziell Anerkennung in der DDR. Künstler und Veranstalter gewannen an Popularität und wurden sogar vom Staat gefördert. Im staatlichen Musikschulunterricht der POS wurde neben dem Jazz auch der Blues und seine Entstehungsgeschichte behandelt.
Frühe Amateurbands wie das Diana Show Quartett, die Lunics und die Butlers spielten vorwiegend britische Bluessongs nach, ohne bis zu den Wurzeln des Blues vorzudringen. Das sollte sich erst ändern, als der Ost-Berliner Jazzexperte Karlheinz Drechsel 1964 das American Folk Blues Festival in die DDR holte. Das Festival gastierte gleich fünf Mal in der DDR (1964, 1966, 1982, 1983 und 1985) und hatte einen großartigen Erfolg, so dass der VEB Deutsche Schallplatten Berlin auf seinem Label Amiga Mitschnitte des 1966er und 1982er Festivals veröffentlichte. Fortan zählten Auftritte internationaler Bluesmusiker in der DDR wie John Mayall im Kino Kosmos und Memphis Slim als Kulturbeitrag, wurden aber offiziell nicht weiter gewürdigt. Interessierte Fans erfuhren häufig erst im Anschluss von dem Konzert, weil diese meist sehr kurzfristig anberaumt und/oder nur durch kleine, lokale begrenzte Plakate öffentlich gemacht wurden. Viele Konzerte wurden dennoch zu einem Erfolg, weil sich die „Szene“ durch Mundpropaganda informierte, bei anderen war der Saal halb leer und das Publikum bestand weitgehend aus staatsnahen Bürgern.
Mitte der 1960er Jahre begann sich ein neues Publikum für den Blues zu interessieren. Rockliebhaber fanden über die Coverversionen der populären Bands Rolling Stones, Yardbirds und The Animals zu den afroamerikanischen Originalen.
1966 veröffentlichte der Theologe Theo Lehmann das erste Bluesbuch der DDR und trug zur Verbreitung dieser Musik bei. Blues & Trouble erschien 1966 im Berliner Henschel-Verlag.
Zu Anfang der 1970er Jahre entstand die erste „Bluesergeneration“ in der DDR und mit ihr die ersten einheimischen Bluesbands. Als oppositionelle Subkultur erreichte die Blueser- oder Kundenszene um 1980 ihren Höhepunkt. „Motoren“ dieser DDR-spezifischen Jugendkultur waren in jeder Hinsicht Bands wie Engerling, Freygang, Monokel, Die Firma, Passat, Handarbeit, die Hof-Blues-Band, Mama Basuto, Zenit, Jonathan Blues Band und Musiker wie Jürgen Kerth, Stefan Diestelmann, Hansi Biebl und Bernd Kleinow.
In der Blues-Szene der DDR entwickelten sich zwei Zentren. Die Bands aus dem Berliner Raum orientierten sich an Johnny Winter und Stevie Ray Vaughan. Der „Berliner Blues“ besaß, wie bei Hansi Biebl und Engerling, eine unverwechselbare deutsche Note. Die Bands aus dem Thüringer Raum und Leipzig dagegen spielten ursprünglichen schwarzen Blues, der sich wesentlich vom „Berliner Blues“ unterschied. Fernab vom Mainstream in der DDR und der offiziellen Kulturpolitik, von der Staatsmacht argwöhnisch beobachtet, begeisterten diese Bands ein vorwiegend jugendliches Publikum. Nur wenige Bands (wie Engerling, Kerth und Diestelmann) erhielten Ende der 1970er Jahre die Möglichkeit zu Rundfunkproduktionen und Schallplattenaufnahmen. Auftrittsmöglichkeiten in Jugendsendungen des DDR-Fernsehens, wie „rund“, waren die Ausnahme.
Das änderte sich behutsam ab 1983, als vom Label Amiga namhafte Musiker von Bands aus der Rock-, Jazz- und Bluesszene zur Produktion einer Blues-Platte zusammengeführt wurden. Dieses erste Blues-Projekt der DDR nannte sich Amiga Blues Band und die LP Not Fade Away avancierte zum Verkaufsschlager. 1986 erhielt die „unbequeme“ Band Monokel ihren ersten Plattenvertrag. 1989 folgten weitere Blues-Projekte mit zahlreichen Musikern, welche als LP unter den Namen Lutz Kerschowski & Blankenfelder Boogie Band und Stormy Spring veröffentlicht wurden.
Zur Popularisierung des Blues unter Jugendlichen spielten die Blues-Messen zwischen 1979 und 1986 in einigen Ost-Berliner Kirchen eine große Rolle. Innerhalb eines Kirchenraums und somit abseits von staatlicher Aufsicht konnten Jugendliche auch Gruppen und Einzelkünstler hören, die in der DDR mit einem Auftrittsverbot belegt wurden. Parallel wurden dazu Texte oder Gedichte mit politisch-nonkonformen Inhalten verlesen, etwa zum Thema Schwerter zu Pflugscharen. Durch Mundpropaganda stieg die Teilnehmerzahl schnell an. Am 24. Juni 1983 wurden z. B. 7000 Teilnehmer gezählt. Wissend um die offensichtliche Überwachung durch das Ministerium für Staatssicherheit entwickelten sich die Blues-Messen zu einer spezifischen Form der Jugendopposition in der DDR.
Ab Mitte der 1980er Jahre, mit dem Entstehen einer Heavy-Metal-Szene und der Verbreitung des Punk in der DDR, war die Blütezeit des Blues in der DDR vorbei, obwohl einige dieser Bands, wie Engerling, Monokel oder Kerth, die Wende weitgehend unbeschadet überstanden haben und bis heute dem Blues frönen.

### Rockmusik

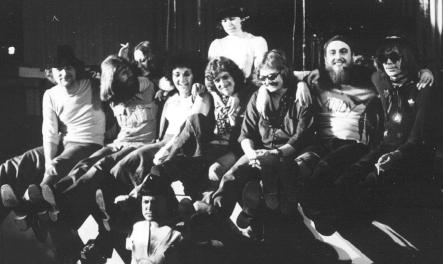
Gruppe Elefant (1976)

Um 1970 wurde die Beatmusik rockiger. So griffen einige Bands Stilelemente des Progressive Rock oder des Jazzrock auf. 1970 wurden „Tage der offenen Tür“ durch den Rundfunk der DDR durchgeführt, um talentierte Musiker aufzuspüren und zu fördern. Ab 1971 gab es die „Rhythmus“-Initiative von Rundfunk, Amiga und Fernsehen der DDR, die ebenfalls dazu diente, Musiker der Öffentlichkeit vorzustellen. In diesem Zusammenhang entstanden ab 1970 erste Wertungssendungen im Rundfunk mit „Franks Beatkiste“, der „Radio DDR Tip-Parade“ und dem „DT64 Musikstudio“ (später „DT Metronom“). Im Fernsehen konnten Amateurbands in der Sendung „Die Notenbank“ auftreten. Die gezielte Förderung der Rockmusik stand im Zusammenhang mit der vorübergehenden Liberalisierung der DDR-Kulturpolitik im Zuge des 6. Parteitags der SED, nachdem Erich Honecker deren Generalsekretär geworden war. Als erstes DDR-Rockmusikalbum im engeren Sinn gilt die LP Das Gewitter von der Uve Schikora Combo, das sowohl ausgedehnte Stücke in der Tradition von Progressive Rock und Artrock als auch Schlager enthält. Bands wie Thomas Natschinski und seine Gruppe und Panta Rhei konnten ebenso erste Alben veröffentlichen. Weitere damals entstandene, stilprägende Alben sind die Kompilationen hallo Nr. 1–12 und Rhythmus 71–78. Für viele der später bekannten DDR-Rockbands waren dies die ersten Schallplattenaufnahmen.
Nur wenige Bands bekamen damals die Möglichkeit, LPs bzw. Singles unter ihrem Namen zu produzieren. Als Alternative konnten Bands wie Electra-Combo, Puhdys, Klaus Renft Combo, Scirocco, Lift, Wir, Jürgen Kerth, Ekkehard Sander Septett, Bürkholz-Formation und Modern Soul Band Titel im Rundfunk produzieren. Inspiriert wurden sie vor allem von westlichen Musikern, aber auch von Bands aus Ländern wie den Volksrepubliken Polen und Ungarn. Auch beim Publikum waren Bands und Interpreten wie Omega (Ungarn) sowie Die Skalden und Czesław Niemen (Polen) beliebt.
Bei Konzertauftritten gehörten meist auch nachgespielte Titel von Künstlern aus dem Westen zum Programm. Aufgrund der 60/40-Regel blieb aber der Anteil auf zwei Fünftel beschränkt. Gelegentlich waren die Musiker durch Vorbilder aus dem Westen so inspiriert, dass die Ähnlichkeit offenkundig war. Die Puhdys orientierten sich zeitweise deutlich an Uriah Heep, und die Ähnlichkeit ihrer Titel Wenn ein Mensch lebt mit Spicks And Specks von den Bee Gees, Geh’ zu ihr mit Look Wot You Dun von Slade sowie Alt wie ein Baum mit 39 von Queen ist signifikant.
Doch parallel dazu entwickelte die Rockmusik in der DDR ihre Eigenheiten. Während im Westen nur wenige Musiker deutschsprachige Texte sangen, entstand im Osten eine große Vielfalt von deutschsprachiger Rock- und artverwandter Musik wie Soul, Blues und Jazz. Viele Bands spielten „liedhaften Rock“. Die Liedtexte deckten ein breites Spektrum von Themen ab: Neben Songtexten über die Liebe gab es zahlreiche Lieder über Lebensweisheiten wie Ehrlich will ich bleiben oder griffen das Lebensgefühl der damaligen Kundenszene auf, wie Autostop (beide Karussell). Sagen und Legenden wurden thematisiert (Ikarus, Hildebrand oder Die Bernsteinhexe), geschichtliche Ereignisse aufgegriffen (Der Kampf um den Südpol), aber auch eher folkloristische Themen wurden in Rocksongs umgesetzt (Heuernte). Die Gruppe Electra (die vormalige Electra-Combo) verwendete den Klang von Kirchenorgeln in der Rockmusik (Tritt ein in den Dom), während die Gruppe Bayon klassische Musik mit Elementen kambodschanischer Musik verband.
Diese Vielfalt und Musikalität auf hohem Niveau wurde unter anderem dadurch erreicht, dass die Musiker ein mehrjähriges Musikstudium absolvieren mussten, um die Spielerlaubnis als Berufsmusiker erhalten zu können. So ist zu verstehen, dass so viele Bands die Fähigkeit besaßen, klassische Elemente in ihre Musik einzubauen, etwa Electra mit ihrem 1976 erschienenen Album Adaptionen. Ebenso wurden viele Texte von professionellen Textern verfasst. Zu ihnen gehörten Kurt Demmler, Jens Gerlach, Ingeburg Branoner, Gisela Steineckert, Burkhard Lasch und Heinz Kahlau.
Mit den Weltfestspielen 1973 wurden die staatlichen Beschränkungen für die Rockmusik zeitweilig gelockert. So entstanden engagierte Songs, die produziert wurden, jedoch im Nachhinein der Zensur zum Opfer fielen. Von 1973 bis Mitte der 1970er Jahre kam es zu vielen Bandauflösungen. Dies hatte teils politische, teils künstlerische Ursachen. So entstand 1973 aus Thomas Natschinski und seine Gruppe die Gruppe Brot & Salz und die Horst-Krüger-Band gründete sich, welche mit dem Titel Die Tagesreise nachhaltig auf sich aufmerksam machte. Aus Panta Rhei entstand 1975 Karat, während die Panta-Rhei-Sängerin Veronika Fischer nunmehr mit eigener Band auftrat. Aus den Klosterbrüdern entwickelten sich – auch auf staatlichen Druck – 1975 die Gruppen Magdeburg und Reform.
Die bekannte Gruppe Renft (vormals Klaus-Renft-Combo) wurde dagegen 1975 aufgrund allzu rebellischer Songtexte durch die Behörden verboten. Die von Gerulf Pannach getexteten Lieder für ein drittes Album sprachen kritische Themen wie die staatlicherseits weitgehend totgeschwiegenen Bausoldaten der NVA im Song Glaubensfragen an. In der Ballade vom kleinen Otto wünscht sich die Titelfigur eine Flucht in den Westen.
In Folge der Ausbürgerung Wolf Biermanns 1976 übersiedelten viele beliebte Musiker wie Nina Hagen oder Bandmitglieder von Renft wie Sänger Thomas Schoppe nach Unterzeichnung der „Protestresolution gegen die Ausbürgerung Biermanns“, in die Bundesrepublik Deutschland. Die Renft-Musiker und -Weggefährten Christian Kunert und Gerulf Pannach wurden nach neunmonatiger Haft in die BRD zwangsumgesiedelt. Band-Gründer Klaus Renft hatte schon im Frühjahr 1976 einen Ausreiseantrag gestellt, der schnell befürwortet wurde.
Die Bands waren einerseits in das von der Staatsmacht vorgegebene System eingebunden, etwa durch die Maßgabe, dass alle Songtexte genehmigt werden mussten. Andererseits bildeten einige der Musiker, oft langhaarig und mit rebellischer Attitüde, einen Kontrast zum herrschenden System. Auch gab es Fangruppen, die ihren Lieblingsbands nachreisten und teilweise für Tumulte sorgten.
Weitere Bands wurden national bekannt: Stern-Combo Meißen, Berluc, Transit, Prinzip, Sieghart Schubert-Formation, Kreis, SET, Express, Karussell, College Formation und City. Die Puhdys und – 1978 – Karat brachten ihre ersten LPs heraus und wurden die populärsten Gruppen des Landes. Es gab die ersten Gastspielauftritte von DDR-Bands im westlichen Ausland, beispielsweise von den Puhdys.
Von 1975 bis 1979 kam es zur Gründung zahlreicher neuer Gruppen und Auftritten weiterer Künstler wie 4 PS, Neue Generation, Fritzens Dampferband, Gruppe Drei, Peter und Paul, Eva Maria Pieckert und Familie Silly. Zu Beginn der 1980er Jahre wurden Veröffentlichungen der etablierten Künstler sowie neuer, aufstrebender Bands forciert. So wurden von 1980 bis 1983 über 500 neue Titel produziert. 1980 kamen mit Neumis Rock Circus und Dialog neue Stilrichtungen in das Musikangebot. In diesem Zeitraum nahm die Verbreitung Pop-orientierter Titel zu. Einige namhafte Bands wie electra blieben ihrem musikalischen Stil in Form ausgereifter Werke noch treu (1979/80: Die Sixtinische Madonna).
Ab 1981/82 spielten neu entstandene Bands wie Petra Zieger & Smokings, Pankow, Keks, Primaner und Metropol geradlinige Rockmusik mit ungeschnörkelten Texten. Silly mit der Sängerin Tamara Danz wurde zur erfolgreichsten Band. Petra Zieger & Band veröffentlichten 1984 ihr erstes Album und erhielten eine Goldene Schallplatte. Im Rahmen der Veranstaltungsreihe „Rock für den Frieden“, die von Januar 1982 bis 1987 im Ost-Berliner Palast der Republik stattfand, entstanden viele erfolgreiche Songs wie Der blaue Planet (Karat), Das Buch von den Puhdys und Superfrau von Petra Zieger.
Weitere neue Bands ergänzten das Rockmusikangebot. Rockhaus zeigte ab 1982 eine neue Art von Musik und Bühnenpräsentation. Formel I, Regenbogen, Babylon, Metall, MERLIN, Feuerstein, Mephisto und Biest spielten Hard Rock. Zahlreiche Bands begannen, ihren musikalischen Stil trendorientiert deutlich zu verändern, etwa durch Verwendung elektronischer Instrumente und einer Abkehr von langen Rockstücken. Einige Gruppen wurden durch die Neue Deutsche Welle inspiriert. Die Puhdys, deren Album Computer-Karriere von Sprechgesang und elektronischen Klängen geprägt ist, kehrten später zu ihrem Rockstil zurück. Die Stern-Combo Meißen hieß schon ab 1980 Stern Meißen. Sie wandte sich 1984 vom Artrock ab, änderte weitgehend ihre Besetzung und spielte fortan für ein anderes Publikum.
Er will anders sein, erschienen 1986 auf dem Album Keine Stars von Pankow, wurde zum Motto großer Teile der jungen Generation in der zweiten Hälfte der 1980er Jahre der DDR und wurde bei Live-Auftritten von Sänger und Publikum lautstark im Chor skandiert, während sich zu diesem Zeitpunkt bereits die sogenannten anderen Bands auf dem Weg befanden, eine Musikkultur unabhängig von staatlicher Aufsicht und Lenkung zu etablieren.
In den Songtexten der anderen Bands ist eine zunehmende Bereitschaft, vormalige Tabuthemen direkt anzusprechen, erkennbar. Zu diesen anderen Bands zählten auch Punkbands, die zunächst ausschließlich im Untergrund spielten und ihre Musik mit eigenem, illegalen Kassettenvertrieb unters Publikum brachten. Das 1983 im Untergrund entstandene Punkalbum DDR von unten, welches in West-Berlin erschienen war, brachte für deren Protagonisten neben dem Ruhm des ersten DDR-Punkalbums auch erhebliche Schwierigkeiten mit den staatlichen Organen der DDR. Bands wie Freygang und Feeling B waren durchweg system-ignorierend oder gar -kritisch eingestellt. Nur in wenigen Ausnahmefällen, wie etwa bei den Skeptikern, erhielten diese Bands eine staatliche Förderung. Als Versuch, die sich eher verweigernden Bands doch einzufangen, erschien 1988 in der Amiga-Schallplattenreihe Kleeblatt die Kompilation Die anderen Bands. In den öffentlichen Medien waren sie erst zum Ende der DDR gelegentlich präsent, etwa in der Sendung Parocktikum auf DT64, die von Lutz Schramm moderiert wurde.

Weniger (direkt) kritische DDR-Musiker konnten ab Mitte der 1980er Jahre in der Bundesrepublik Deutschland bzw. West-Berlin auftreten. Umgekehrt coverte Peter Maffay den Karat-Titel Über sieben Brücken mußt du gehn und machte die (bereits im Westen aufgetretene) Band noch weiter bekannt. Als Meilenstein gilt das City-Album Casablanca aus dem Jahr 1987, konzeptionell eine Einheit aus Text und Musik. Die teils kritischen Texte wurden von den Zensurbehörden für die Schallplatte zugelassen, durften aber teilweise im Rundfunk nicht gespielt werden.

„Im halben Land und der zerschnittenen Stadt, halbwegs zufrieden mit dem, was man hat. Halb und halb.“

Beim größten Rockfestival der DDR im Juni 1988 auf der Berliner Radrennbahn Weißensee traten City, Die Zöllner, NO 55 und Rockhaus neben internationalen Stars wie James Brown, Fischer-Z und Marillion auf.
Im Vorfeld der Friedlichen Revolution verfassten zahlreiche DDR-Musiker am 18. September 1989 die „Resolution von Rockmusikern und Liedermachern“ an die Regierung der DDR mit der Forderung nach politischen Veränderungen im Land. Viele Konzerte begannen damals mit einer – verbotenen – Verlesung der Resolution, worauf Sanktionen wie Konzertabsagen, Geldstrafen etc. folgten. Tamara Danz von Silly gehörte zu den ausgewählten Erstunterzeichnern des am 28. November 1989 veröffentlichten Aufrufs „Für unser Land“, der eine eigenständige, demokratische Entwicklung der DDR auf Basis der erzwungenen „revolutionären Erneuerung“ forderte.
Rockmusik war dennoch kein entscheidender Aspekt, der zum Zerfall der DDR beitrug. Sie, die Musik, funktionierte nur im System und mit ihm. Bands waren jederzeit auf den guten Willen des Staatsapparats angewiesen, um Musik kommerziell verbreiten zu dürfen. Rückblickend ist eindeutig zu sehen, dass sich Bands überwiegend den Richtlinien der SED-Führung beugten um als Band zu überleben. Der Staat schaffte den Spagat, den Musikern einerseits begrenzten künstlerischen Freiraum zu gewährleisten, andererseits jedoch den Handlungsrahmen dafür genau festzulegen und durchzusetzen, bis wohin „Tanzmusikformationen“ gehen durften. Im Verlaufe der 1980er Jahre wurde Rockmusik in der DDR zwar politischer und kritischer, fungierte allerdings nicht als Zugpferd der Friedlichen Revolution.

### Folkmusik
Bis Mitte der 1970er Jahre spielten Folkmusiker – oft als Teil der Singebewegung – vor allem ausländische Lieder. So waren in der Folge des Umsturzes 1973 in Chile mehrere LPs mit chilenischen Liedern produziert worden. Die Gruppe Bayon nahm kambodschanische Elemente in ihrer Musik auf. Daneben gab es bereits Gruppen, die deutsche Volkslieder auf volkstümliche Art sangen. Etwa 1976, einige Jahre nach dem Aufkommen der Folkmusik in der Bundesrepublik Deutschland, bildeten sich auch in der DDR-Bands, die alte Volkslieder modern arrangierten. Im Oktober 1976 fand in Leipzig die erste Folkwerkstatt der DDR-Geschichte statt. In der Folge wurde die Folkmusik recht populär. Teilweise gab es Probleme mit der Staatsmacht, da viele der Lieder einen politischen Inhalt hatten, der auf aktuelle Verhältnisse aufmerksam machte. Als Hauptquelle dienten die Volksliedsammlungen des Ost-Berliner Völkerkundlers Wolfgang Steinitz, der bereits 1967 gestorben war.
Ab 1979 konnten Folkbands in der DDR Langspielplatten produzieren. Die Anzahl der Veröffentlichungen bis 1989 blieb jedoch gering. De Plattfööt machten unpolitische Musik und veröffentlichten drei Alben. Piatkowski & Rieck aus Rostock spielten ebenfalls niederdeutsche Lieder. Wie die Gruppen Folkländer, Horch und Wacholder waren sie mit zwei Alben vertreten. Weitere Alben erschienen von der Gruppe Liedehrlich (mit Stephan Krawczyk), dem Folk-Kabarett Duo Sonnenschirm, Kurt Nolze (eigentlich ein Liedermacher) sowie von der westdeutschen Folkband Liederjan.
Trotz der geringen Anzahl von geförderten Bands war die Folkmusik bei jungen, teilweise aufmüpfigen Leuten recht populär. Noch heute findet mit dem Rudolstadt-Festival das bedeutendste Folkfest Deutschlands in Thüringen statt. Es wurde 1991 als neue Veranstaltung etabliert, basiert jedoch auf dem seit 1955 am gleichen Ort durchgeführten Tanzfest, das auf traditionelle Folklore und Volkslieder ausgerichtet war.

### Liedermacher und Chansons

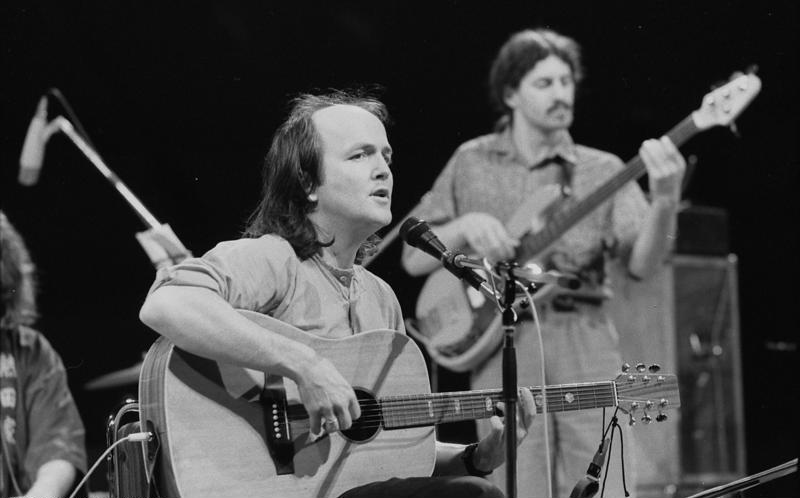
Gerhard Schöne auf dem Festival des politischen Liedes (1988)

In der DDR gab es etwa ab 1965 zahlreiche bekannte Liedermacher und Chansonniers. Aufgrund der starken Bedeutung des Textes in ihrer Musik und des damit vertretenen Standpunkts standen sie teils der SED nahe, teils gehörten sie zu den bekanntesten Oppositionellen in der DDR. Hartmut König etwa war führendes Mitglied des Oktoberklubs, der die Singebewegung anführte, war SED- und FDJ-Funktionär und wurde 1989 stellvertretender Kulturminister der DDR, während der Liedermacher Wolf Biermann von 1965 bis zu seiner Ausbürgerung 1976 gar nicht auftreten durfte. Zu den bekanntesten Liedermachern der DDR gehören Kurt Demmler, der zugleich für viele Rocktexte verantwortlich war, und Gerhard Schöne, der eher dem alternativen, kirchennahen Milieu angehörte und auch mit Kinderliedern bekannt wurde. Gerulf Pannach und Christian Kunert mussten im Zuge der Biermann-Ausbürgerung ebenfalls die DDR verlassen, Bettina Wegner (Sind so kleine Hände) gab zeitweise konspirativ Konzerte und verließ das Land 1983. Stephan Krawczyk hatte ab 1985 Auftrittsverbot, trat danach nur in Kirchen auf und musste die DDR 1988 verlassen. Der Mecklenburger Ingo Barz erhielt keine Berufserlaubnis und durfte seine Lieder ausschließlich im kirchlichen Bereich aufführen. Der Liedermacher Gerhard Gundermann war um die Zeit der Wende aktiv und galt als Stimme der Menschen im Lausitzer Braunkohlerevier um Hoyerswerda. Hans-Eckardt Wenzel und Steffen Mensching verschrieben sich zeitweise dem clownesken Liedtheater, Wenzel war zugleich und ist bis heute (2017) als Solist erfolgreich, Mensching als Autor und Theaterdirektor.
Von 1970 bis 1990 wurde alljährlich das Festival des politischen Liedes in Ost-Berlin durchgeführt. Veranstalter war die FDJ. Neben bekannten, der Parteilinie genehmen DDR-Liedermachern traten viele namhafte ausländische Interpreten auf, die ansonsten live nicht erfahrbar gewesen wären. Jedes Jahr strömten bis 1990 im Schnitt 50.000 Zuschauer zu dem Festival, dessen Hauptspielstätten die Werner-Seelenbinder-Halle, das Haus der jungen Talente (HdjT) und Theater waren.
Denn es war für viele – auch unangepasste – Jugendliche, Liedermacher ein Fenster zur Welt: „Die Hunderte, die vor der Tür standen und hineinwollten [...], die sich meldeten und mitarbeiten wollten – von Jahr zu Jahr wurden es mehr –, die haben ja auch diese Sehnsucht gehabt nach Weltoffenheit, nach Kontakten [...]. Das war also wie die Weltfestspiele, das hatte auch einen gewissen Rausch [...]“ Das so bezeichnete Festival des politischen Liedes bezog seine Popularität aus dem, was u. a. auch die Weltfestspiele oder auch das American Folk Blues Festival ausgezeichnet hatte: Die DDR-Jugend kam zwar nicht in die ganze Welt, aber die Welt kam in die DDR.
Von 1973 bis 1992 fanden meist im Zwei-Jahres-Abstand die Chansontage der DDR in Frankfurt (Oder) statt, die auch Liedermachern offenstanden. 1977 gewann Kurt Nolze den Wettbewerb, Stephan Krawczyk siegte vier Jahre später mit seiner damaligen Gruppe Liedehrlich. 1987 war Gerhard Gundermann Träger des Hauptpreises. Zu den bekannten Chansonsängern der DDR zählen Barbara Kellerbauer, Barbara Thalheim, Gisela May und Eva-Maria Hagen. Sie sangen ihre Lieder zumeist auf Deutsch.

### Hip-Hop
Über den westdeutschen Hörfunk und das Fernsehen erreichte schließlich auch der Hip-Hop die DDR. Der Film Beat Street wurde 1985 in Kinos der DDR gezeigt, um aus Sicht der staatlichen Behörden das Elend in der New Yorker Bronx zu zeigen. Der Film beeinflusste jedoch stärker Mode und Musikgeschmack vieler Jugendlicher und bewirkte das Entstehen erster ostdeutscher Breakdance-Crews. Die 2006 erschienene Dokumentation „Here we come“ des Regisseurs Nico Raschick thematisierte die ostdeutsche Breakdance-Szene und zeigte unter anderem zahlreiches Archivmaterial.
Ende des Jahres 1987 wurde mit der Electric Beat Crew die erste und einzige englischsprachige Hip-Hop-Gruppe der DDR gegründet, die vor allem durch das auf Amiga veröffentlichte Stück Here We Come bekannt wurde.
Im Sommer 1988 und am 28./29. Juli 1989 fanden jeweils Rap-Contests in der damaligen „Tonhalle“ in Radebeul bei Dresden mit je rund 2500 Besuchern statt. Zudem fand im Januar 1989 im Schloss Nickern bei Dresden ein Hip-Hop-Workshop statt, an dem über 30 Personen teilnahmen.

### Nach der Wende: Ostrock

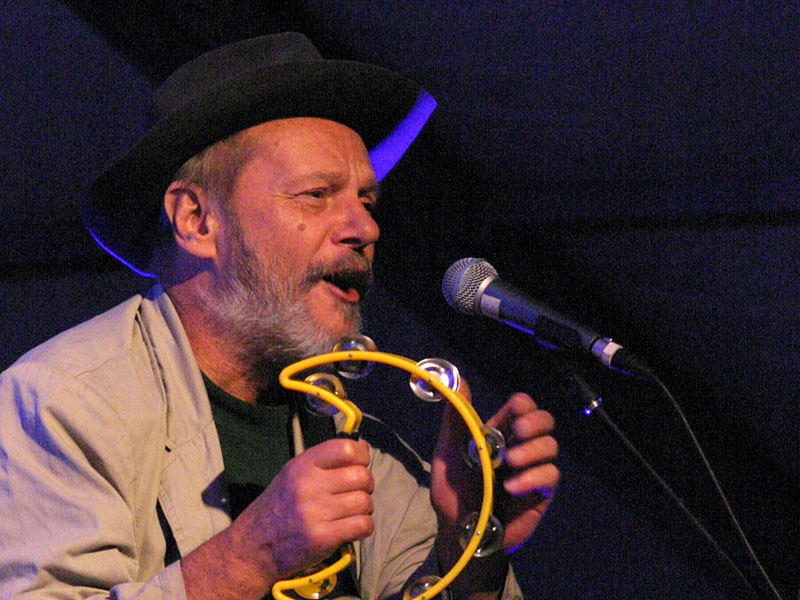
Klaus Renft von der Gruppe Renft (2003)

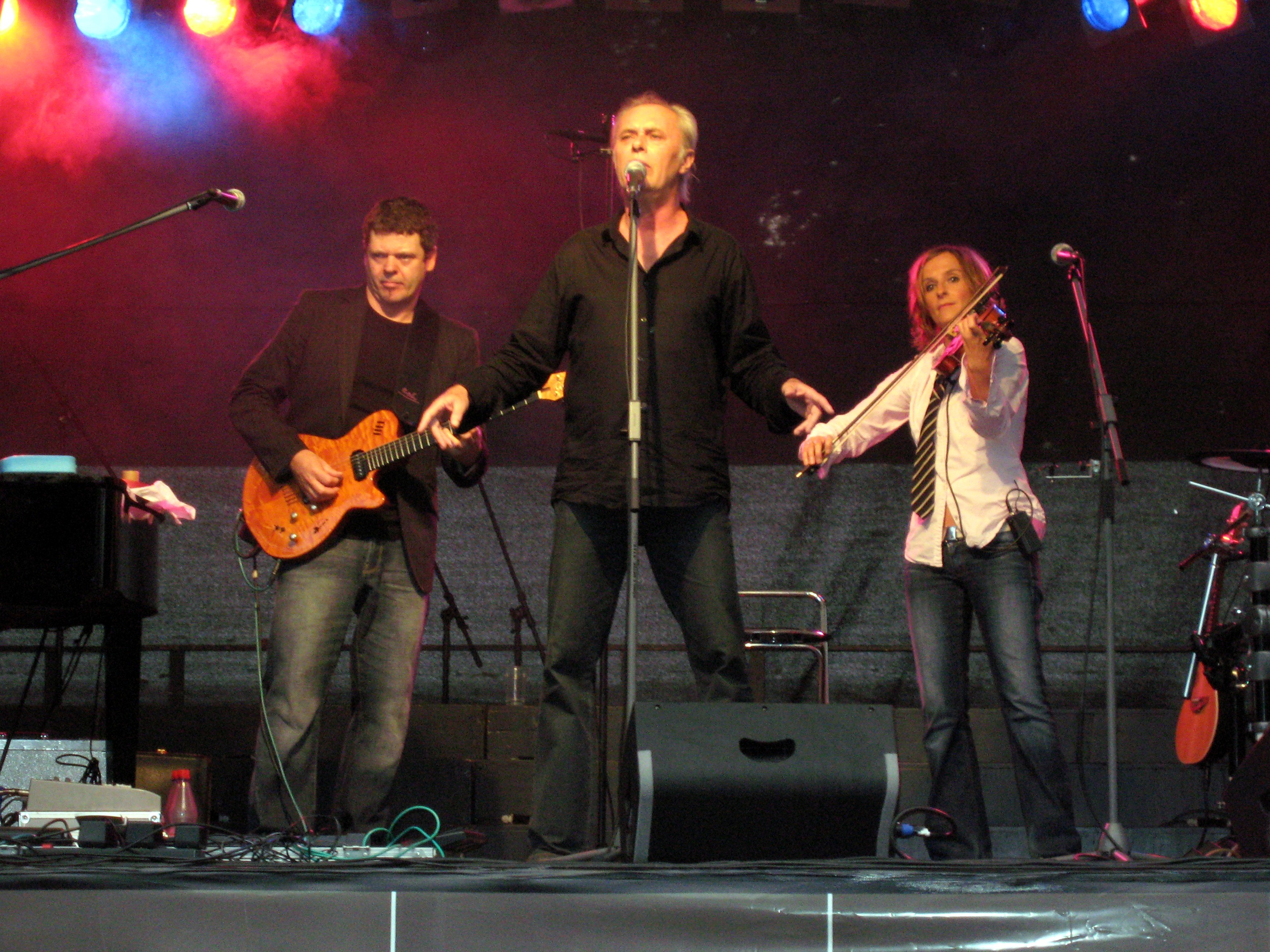
Lift bei einem Konzert 2008

Im Zuge der Wende wurden die ersten Auflösungserscheinungen des alten Systems schnell deutlich: kaum waren die Grenzübergänge geöffnet, konnte man im Rundfunk zum Beispiel wieder Lieder von Veronika Fischer hören. Unter dem Titel Beat-Radio D wurde eine deutsch-deutsche Hitparade mit alten und neuen Rocktiteln aus Ost und West ausgestrahlt. Doch dieses gleichberechtigte Nebeneinander hatte eine nur kurze Lebensdauer. Da das Interesse an der Musik der vormaligen DDR-Bands stark nachließ, lösten sich viele von ihnen auf.
Einige Jahre später, etwa ab 1993, wurden zahlreiche Amiga-Platten wieder neu als CDs herausgebracht. Außerdem entstanden viele Sampler wie Rock aus Deutschland Ost (1991, 20 CDs) und Jugendliebe. Das waren unsere Hits (1993, 4 Doppel-CDs). Zugleich gaben viele „Ostmusiker“ wieder Konzerte und produzierten Alben. Die Rockmusik von früheren DDR-Musikern wurde fortan häufig als „Ostrock“ bezeichnet.
In einem Begleittext zu Rock aus Deutschland Ost schrieb der Publizist und Kulturjournalist Olaf Leitner, dass hier ein Schatz verborgen sei, der für viele Menschen noch zu heben ist. Jedoch wurde dieser Schatz bisher weitgehend ignoriert – hier wurde die sogenannte „Mauer in den Köpfen“ besonders deutlich. Die Sendeanstalten der DDR wurden nach und nach von westdeutschen Betreibern übernommen (siehe Rundfunk der DDR) und spielten dann die gleiche Musik wie im Westen. Musik aus der DDR wurde überwiegend als Kuriosum der Geschichte belächelt und als Ostalgie abgetan. Sie wurde nur noch sehr selten gespielt. Vor allem am Tag der Deutschen Einheit waren einige DDR-Titel zu hören. Typisch dafür ist die 1989 erschienene deutsch-deutsche Hymne von Petra Zieger Das Eis taut. Der kommerzielle Erfolg dieses Titels war in den USA größer als in Westdeutschland.
Viele Künstler und Bands traten und treten auch weiterhin auf, vorwiegend jedoch in Ostdeutschland. Zwischen 2007 und 2010 tourte das Orchester-Liveprojekt Ost-Rock Klassik.
Im Jahre 2000 kam es zu einem spektakulären Rock-Konzert der Rockgruppe Karat, das in der Wuhlheide in Berlin stattfand. Peter Maffay sang bei einigen Stücken mit. Hier wurden neben bekannten Klassikern auch erfolgreich Stücke gespielt, die nach der Wende entstanden waren.

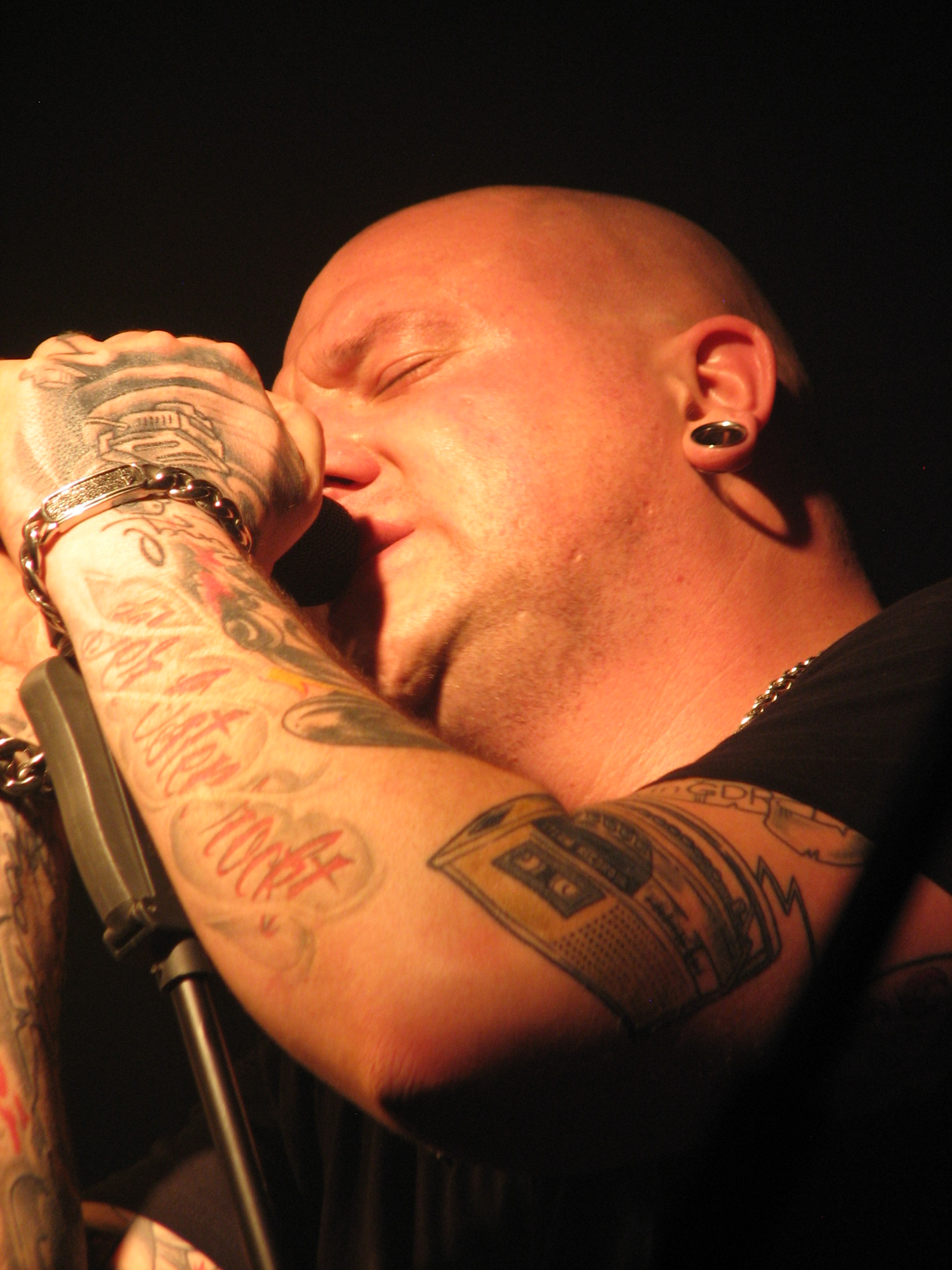
Pascal „Bocki“ Bock, Sänger der Band Goitzsche Front, mit Tattoo „Der Osten rockt“

In der am 25. November 2005 von ZDF ausgestrahlten Sendung „Unsere Besten – Jahrhundert-Hits“ kamen fünf DDR-Titel auf die obersten 16 Plätze:
- 2. Über sieben Brücken mußt du gehn (Karat)
- 6. Alt wie ein Baum (Puhdys)
- 13. Am Fenster (City)
- 15. Als ich fortging (Karussell)
- 16. Jugendliebe (Ute Freudenberg & Gruppe Elefant)

Die Musik der DDR beeinflusste die Entwicklung der deutschen Musikszene nach der Wiedervereinigung. Ein prominentes Beispiel stellt Rammstein dar, die zeitweise erfolgreichste deutschsprachige Band außerhalb Deutschlands, deren Musiker in Interviews mehrfach geäußert haben, dass sie ohne ihre DDR-Vergangenheit nie ihren typischen Stil entwickelt hätten. Silly erreichte 2010 mit ihrem Album Alles rot den dritten Platz der deutschen Albumcharts und damit die beste Platzierung einer ehemaligen DDR-Band im vereinigten Deutschland.

## Zensur
Sämtliche Produktionen unterlagen der Zensur. Texte mussten vorgelegt und Shows im Voraus abgenommen werden, Auftritte wurden beobachtet. Davon war niemand ausgenommen, nicht einmal berühmte Künstler mit Verbindungen zu den höchsten Kreisen der SED-Regierung. Unter diesem Druck wurden Strategien entwickelt, um kritische Texte trotz Zensur ans Publikum zu bringen. So baute Heinz Quermann immer absichtlich einen extremen Gag in sein Unterhaltungsprogramm ein, damit die Zensoren etwas zum Streichen hatten und die übrigen Gags weniger kritisch unter die Lupe nahmen. Tamara Danz von Silly, die bei politischen Texten eine ähnliche Strategie verfolgten, begründete für solche Textstellen den Begriff „Grüner Elefant“. In der Unterhaltungsmusik schmuggelte man Botschaften zwischen den Zeilen an der Zensur vorbei, in Bilder und Metaphern verpackt, wie beispielsweise in dem Lied Am Fenster von City. Gelegentlich wurden auch Texte zensiert, die gar nicht kritisch gemeint waren, etwa beim Lied Tritt ein in den Dom der Electra-Combo, das erste Plätze in Wertungssendungen erreichte, dann aber weitgehend verboten wurde, weil es angeblich zum Eintritt in die Kirche aufrief.
Anfang der 1960er-Jahre stand auch die Jugend der DDR unter dem Einfluss der Beatles und ihrer Musik. Anfangs wurde diese Musik von der DDR-Führung noch geduldet und unterstützt, besonders mit Hilfe der FDJ. Der Höhepunkt dieser Epoche war 1965, als DDR-Bands nicht nur Radio- und Fernsehauftritte bekamen, sondern sogar Schallplattenaufnahmen machen durften. Zudem brachte Amiga eine LP von den Beatles heraus. Die SED erkannte jedoch, dass sie diese im Grund rebellische und auf den Westen ausgerichtete Bewegung nicht kontrollieren und in ihr genehme Bahnen lenken konnte. Die meisten Bands wurden deshalb einfach verboten, die übrigen wurden streng kontrolliert. So musste beispielsweise die Band von Thomas Natschinski ihren englischen Namen „Team 4“ in den deutschen Namen „Thomas Natschinski und seine Gruppe“ ändern. Andere Bands waren nicht so angepasst. Besonders Renft bekam immer wieder Auftrittsverbote und später auch die Bluesrock-Band Freygang, deren Mitglieder untertauchten und dann unter Pseudonymen spielten.
Selbst überzeugte Sozialisten wie der Liedermacher Wolf Biermann hatten Auftrittsverbote, denn sie hatten andere Vorstellungen vom Sozialismus, als die SED ihn verwirklichte. 1976 wurde Wolf Biermann eine Tournee in den Westen gestattet und diese sogleich zum Anlass genommen, ihn auszubürgern und die Rückreise zu verweigern. Zahlreiche Künstler protestierten dagegen und wurden – teilweise nach Haftstrafen – zur Ausreise gezwungen, darunter auch Mitglieder von Renft, sowie Manfred Krug und Nina Hagen. Andere Künstler gingen freiwillig. So kehrte Veronika Fischer 1981 von einem Auftritt in West-Berlin nicht wieder zurück, woraufhin ihre Lieder auch nicht mehr von DDR-Sendern gespielt werden durften.
Aber auch westdeutsche Produktionen unterlagen der Zensur. So kam beispielsweise das Lied von Udo Jürgens Es war einmal ein Luftballon wegen der Zeile „Sie kennen keine Grenzen, die Luftballons der Welt“ auf den Index. Erst 1987 durfte Udo Jürgens wieder in der DDR auftreten. Ähnliche Probleme hatte beispielsweise auch Udo Lindenberg, dem vor dem Fall der Mauer trotz aller Bemühungen (etwa sein Lied Sonderzug nach Pankow) nur ein einziger Kurz-Auftritt im Palast der Republik anlässlich eines „Friedenskonzertes“ gestattet wurde (25. Oktober 1983).
In den 1980er-Jahren schien die Zensur lockerer zu werden. Texte über die Sehnsucht nach Freiheit (darunter Albatros von Karat) wurden möglich. Doch erst im Zuge der Friedlichen Revolution hörte man im Oktober 1989 wieder Lieder von Veronika Fischer im Radio.

## Offiziöses Liedgut

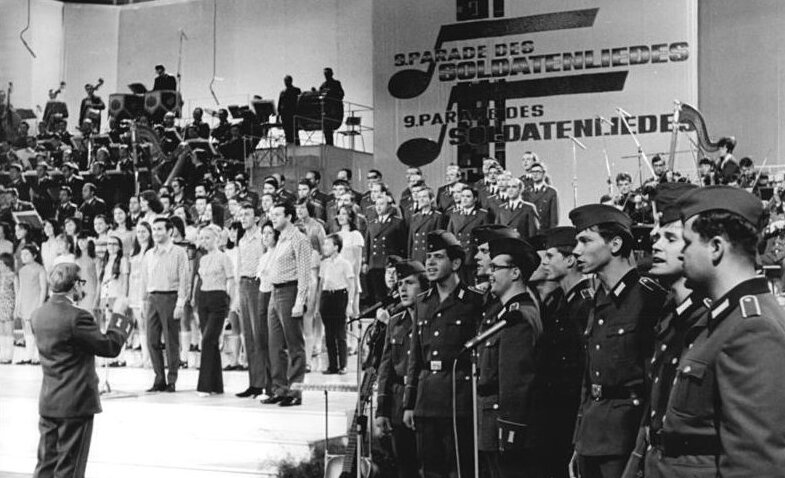
Probe zur 9. „Parade des Soldatenliedes“ in Schwerin (1972)

In den 1950er Jahren wurden in Ministerien, Betrieben, NVA-Einheiten usw. Orchester und Chöre eingerichtet (zum Beispiel das Erich-Weinert-Ensemble), die Lieder mit offiziösen politischen Texten aufführten und zum Teil auch beim staatlichen Label Eterna auf Schallplatte aufnahmen. Daneben wurden derartige Lieder von Chören und Orchestern des Rundfunks, aber auch von Kabarett-Ensembles interpretiert. Diese Kampflieder reichten inhaltlich vom stalinistischen Personenkult, zum Beispiel Stalin, Freund, Genosse (1949, deutscher Text: Alexander Ott), mehreren Thälmann-Liedern über Lieder, die allgemein das politische System der DDR und die SED propagierten (etwa das Lied der Partei (1950, Komposition und Text Louis Fürnberg)), bis hin zu aktuellen politischen Ereignissen (beispielsweise mehrere Lieder zum Mauerbau, unter anderem von Heinz Kahlau).
Bei den Jungen Pionieren und der FDJ war das Singen von zum Teil politisch-propagandistischen Liedern Teil der organisierten Freizeitgestaltung. Es wurden mehrere Liederbücher für die Jungen Pioniere und die FDJ veröffentlicht. Bekannt ist beispielsweise das Lied von der blauen Fahne, das von Hanns Eisler und Johannes R. Becher als Auftragsarbeit für das 1. Deutschlandtreffen der Jugend zu Pfingsten 1950 geschrieben wurde.
In den 1960er Jahren entstand in der DDR die Singebewegung. Kleine Gruppen aus Amateurmusikern und Sängern spielten Lieder, die musikalische Einflüsse aus dem US-amerikanischen Folk aufnahmen und deutschsprachige Texte hatten. Die Singegruppen wurden durch die Eingliederung in die FDJ kanalisiert; am bekanntesten war der Oktoberklub, aber auch Betriebe sowie Einheiten der NVA hatten eigene Singegruppen. Die Texte dienten nun größtenteils der Propaganda für das politische System der DDR. Zahlreiche Singegruppen traten auf dem jährlich stattfindenden Festival des politischen Liedes auf.
Ein Kuriosum des offiziösen Liedgutes ist der 1976 aufgenommene Gruß an die Partei: Zu avantgardistisch klingender Musik von Paul Dessau (mit der mehrmals auftretenden Tonfolge Es-E-D) wurden von einem Sänger die von Heiner Müller ausgewählten Zitate aus einer Rede von Erich Honecker gesungen.

## Musikfestivals
Musikveranstaltungen und anderen kulturellen  Angeboten wurde von den Verantwortlichen in der DDR eine große Aufmerksamkeit zugemessen, um die kulturellen Bedürfnisse der werktätigen Bevölkerung zufriedenzustellen und deren latente Unzufriedenheit etwas zu dämpfen.
In den 1950er Jahren wurden historische klassische Musikfestivals  wie die Leipziger Bach-Woche und die Händel-Festspiele weitergeführt. Dazu kamen neue repräsentative Veranstaltungsreihen wie die Berliner Festtage des Theaters und der Musik und die Arbeiterfestspiele.
1963 wurde ein erstes Internationales Schlagerfestival der Ostseeländer in Rostock gegründet. Seit 1970 gab es das Festival des politischen Liedes als wichtigste Veranstaltungsreihe der FDJ. Dazu kamen in den nächsten Jahren verschiedene Jazzfestivals, später auch Rock- und Folkfestivals.
Damit wurde dem  Musikinteresse der jüngeren Generation notgedrungenerweise Rechnung getragen.
In den 1980er Jahren entwickelten sich vor allem offizielle und halblegale Bluesfestivals zu beliebten Treffen unangepasster Jugendlicher.

## Musikinstrumentenbau
Die DDR war zusammen mit der Tschechoslowakei ein wichtiger Standort des europäischen Musikinstrumentenbaus, vor allem im sogenannten Musikwinkel im Vogtland und in Westböhmen. Zu den bekanntesten Musikinstrumentenmarken zählen Musima (Saiteninstrumente), Weltmeister (Akkordeons), Vermona (Orgeln), Weltklang (Saxophone) und B&S (Blechblasinstrumente). Die herstellenden Betriebe des Musikinstrumentenbaus waren ab 1981 zum größten Teil im Kombinat Musikinstrumente vereinigt.

## Ausländische Musiker in der DDR
Klassische Musik

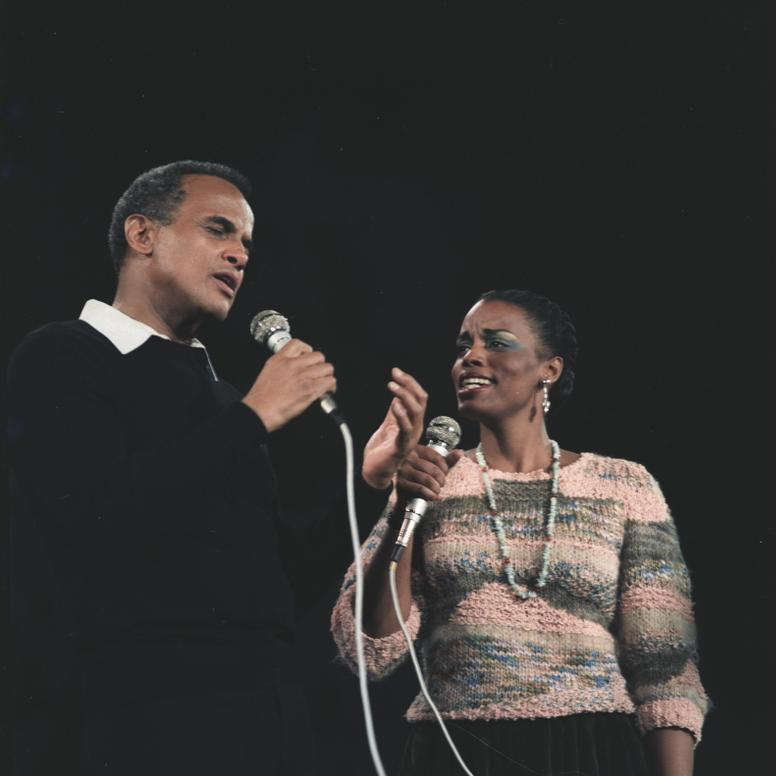
Harry Belafonte und Dianne Reeves bei einem Friedenskonzert der FDJ im Palast der Republik in Berlin 1983, bei dem auch Udo Lindenberg auftrat

Seit den 1950er Jahren gab es Gastspiele von ausländischen klassischen Orchestern und Solisten aus den sozialistischen Bruderländern und vereinzelt auch aus westlichen Ländern in der DDR. Ebenso reisten DDR-Interpreten wie Theo Adam, Peter Schreier, der Dresdner Kreuzchor und der Leipziger Thomanerchor zu
Konzerten in das östliche und westliche Ausland.
Unterhaltungsmusik
Seit den 1950er Jahren wurden auch Schlagersänger und andere Unterhaltungsmusiker aus den östlichen und selten aus westlichen Ländern zu Konzerten eingeladen (Udo Jürgens 1964, Louis Armstrong 1965, Hazy Osterwald 1967).
Seit den 1970er Jahren kamen häufiger Unterhaltungsmusiker aus dem nichtsozialistischen Ausland zu Auftritten in die DDR, besonders zu der TV-Show Ein Kessel Buntes und zum alljährlichen Festival des politischen Liedes. Seit den 1980er Jahren waren auch östliche und westliche Rockgruppen häufiger zu Gast.
Zu den Höhepunkten gehörten dann die Großkonzerte der FDJ ab 1987 mit Auftritten von Musikern wie Barclay James Harvest und Bob Dylan in jenem Jahr und Joe Cocker und Bruce Springsteen im Folgenden, jeweils mit über 60.000 Zuschauern. Im Falle Springsteens wurden sogar mehr als 160.000 Besucher gezählt.
Nach der Maueröffnung zogen Peter Maffay und die Rolling Stones 1990 ebenfalls jeweils mehr als 40.000 Zuschauer zu ihren Auftritten.